# 12 Heures de Sebring 1957
Navigation
Édition précédente Édition suivante
Les 12 Heures de Sebring 1957 sont la 6e édition de l'épreuve et la 2e manche du championnat du monde des voitures de sport 1957. Elles ont été remportées le 23 mars 1957 par la Maserati 450S no 19 de la Maserati Factory pilotée par Jean Behra et Juan Manuel Fangio.

## Circuit

Le Sebring International Raceway, cadre des 12 Heures de Sebring 1957.

Les 12 Heures de Sebring 1957 se déroulent sur le Sebring International Raceway situé en Floride. Il est composé de deux longues lignes droites, séparées par des courbes rapides ainsi que quelques chicanes. Le tracé actuel diffère de celui de l'époque. Ce tracé a un grand passé historique car il est utilisé pour des courses automobiles depuis 1950. Ce circuit est célèbre car il a accueilli la Formule 1.

## Résultats
Voici le classement au terme de la course.
- Les vainqueurs de chaque catégorie sont signalés par un fond jauni.

| 1            | S 5.0  | 19  | Maserati Factory          | Jean Behra Juan Manuel Fangio                                                                 | Maserati 450S                   | 197 |
| 2            | S 3.0  | 20  | Maserati Factory          | Stirling Moss Harry Schell                                                                    | Maserati 300S                   | 195 |
| 3            | S 5.0  | 5   | Jaguar Cars North America | Mike Hawthorn Ivor Bueb                                                                       | Jaguar D-Type                   | 193 |
| 4            | S 5.0  | 15  | George Tilp               | Masten Gregory Lou Brero                                                                      | Ferrari 290S                    | 193 |
| 5            | S 5.0  | 7   | B. S. Cunningham          | Walt Hansgen Russ Boss                                                                        | Jaguar D-Type                   | 188 |
| 6            | S 5.0  | 11  | Ferrari Factory           | Peter Collins Maurice Trintignant                                                             | Ferrari 315 Sport               | 187 |
| 7            | S 5.0  | 12  | Ferrari Factory           | Alfonso de Portago Luigi Musso                                                                | Ferrari 315 Sport               | 186 |
| 8            | S 1.5  | 44  | Bunker & Pry              | Art Bunker Charles Wallace                                                                    | Porsche 550 RS                  | 185 |
| 9            | S 1.5  | 45  | Jean-Pierre Kunstle       | Jean-Pierre Kunstle Ken Miles                                                                 | Porsche 550 RS                  | 184 |
| 10           | S 2.0  | 28  | Temple Buell              | Howard Hively Richie Ginther                                                                  | Ferrari 500 TRC                 | 179 |
| 11           | S 1.1  | 59  | Lotus Company             | Colin Chapman Joe Sheppard Dick Dungan                                                        | Lotus Eleven                    | 174 |
| 12           | GT 5.0 | 4   | John Fitch                | Dick Thompson Gaston Andrey                                                                   | Chevrolet Corvette              | 173 |
| 13           | S 1.5  | 47  | OSCA of Italy             | Harry Beck Hal Stetson Otto Linton                                                            | Osca MT4 1500                   | 170 |
| 14           | S 2.0  | 31  | Jan de Vroom              | Jan de Vroom George Arents David Cunningham                                                   | Ferrari 500TRC                  | 169 |
| 15           | GT 5.0 | 3   | Lindsay Hopkins           | Jim Jeffords John Kilborn Dale Duncan                                                         | Chevrolet Corvette              | 168 |
| 16           | GT 5.0 | 2   | Lindsay Hopkins           | Paul O’Shea Pete Lovely                                                                       | Chevrolet Corvette SR-2         | 166 |
| 17           | S 2.0  | 36  | A.C. Car Company          | Juan Fernandez J. L. Droullers Lino Fayen                                                     | AC Ace                          | 161 |
| 18           | S 1.1  | 58  | Cooper Company            | Tom Hallock Max Goldman                                                                       | Cooper T39                      | 159 |
| 19           | GT 2.0 | 34  | Standard-Triumph          | Bob Oker Ed Pennybacker                                                                       | Triumph TR3                     | 159 |
| 20           | GT 1.3 | 55  | Jake Kaplan               | Jake Kaplan Charlie Rainville                                                                 | Alfa Romeo Giulietta SV         | 158 |
| 21           | GT 2.0 | 33  | Standard-Triumph          | Mike Rothschild Robert Johns                                                                  | Triumph TR3                     | 156 |
| 22           | S 2.0  | 35  | A.C. Car Company          | Joseph Hap Dressel Don Cullen William Woodbury                                                | AC Ace                          | 154 |
| 23           | GT 1.6 | 49  | Hambro Automotive         | Alan Miller Ed Leavens Rowland Keith                                                          | MG A                            | 154 |
| 24           | GT 1.3 | 52  | Sir S. Oakes              | Sherman Crise Alan Markelson                                                                  | Alfa Romeo Giulietta SV         | 153 |
| 25           | GT 3.5 | 18  | C. Kreisler               | Fred Windridge George Reed Rundle Gilbert                                                     | Mercedes-Benz 300 SL            | 153 |
| 26           | GT 3.5 | 25  | Hambro Automotive         | Gilbert Gietner Ray Cuomo                                                                     | Austin-Healey 100S              | 151 |
| 27           | GT 1.6 | 51  | Hambro Automotive         | David Ash Gus Ehrman John van Driel                                                           | MGA                             | 150 |
| 28           | S 750  | 56  | Behm Motors               | Herman Behm Carl Haas Sandy MacArthur                                                         | Stanguellini Sport Bialbero 750 | 149 |
| 29           | GT 2.0 | 32  | Robert Grier              | Robert Grier Bob Kennedy                                                                      | Morgan Plus 4                   | 147 |
| 30           | S 2.0  | 71  | James Cook                | James Cook Ralph Durbin Leonard Karber                                                        | Arnolt Bolide                   | 146 |
| 31           | GT 1.6 | 40  | Porsche Company           | Fritz Huschke von Hanstein Herbert Linge                                                      | Porsche 550 RS                  | 144 |
| 32           | S 1.1  | 61  | Puerto Rico Club          | Victor Merino Luis Pedrerra Rafael Rosales                                                    | Lotus Eleven                    | 141 |
| 33           | GT 3.5 | 17  | Chester Flynn             | Chester Flynn Ed Hugus                                                                        | Mercedes-Benz 300 SL            | 138 |
| 34           | T 1.0  | 64  | Renault Company           | Maurice Michy Maurice Foulgoc                                                                 | Renault Dauphine                | 138 |
| 35           | T 1.0  | 65  | Renault Company           | Gilberte Thirion Nadege Ferrier G. Spydel                                                     | Renault Dauphine                | 138 |
| 36           | GT 1.6 | 50  | Hambro Automotive         | Stephen Spitler William Kinchloe                                                              | MGA                             | 137 |
| 37           | T 1.0  | 66  | Renault Company           | Paul Frère Jean Lucas                                                                         | Renault Dauphine                | 134 |
| 38           | GT 1.3 | 54  | Louis Comito              | Louis Comito Bruce Kessler Bob Rubin                                                          | Alfa Romeo Giulietta SV         | 54  |
| Disqualifiés |        |     |                           |                                                                                               |                                 |     |
| 39           | S 1.5  | 74  | Charles Moran             | Malcolm Wyllie Margaret Wyllie Charles Moran                                                  | Lotus Eleven                    | 89  |
| 40           | S 3.0  | 21  | Maserati Factory          | Roy Salvadori Carroll Shelby                                                                  | Maserati 250S                   | 68  |
| Abandons     |        |     |                           |                                                                                               |                                 |     |
| 41           | S 1.5  | 42  | Norman Scott              | Norman Scott Frank Bott                                                                       | Porsche 550 RS                  | 168 |
| 42           | S 1.5  | 41  | Porsche Company           | Hans Herrmann Jack McAfee                                                                     | Porsche 550 RS                  | 165 |
| 43           | S 2.0  | 72  | A.C. Car Company          | John Mull Evelyn Mull                                                                         | AC Ace                          | 146 |
| 44           | S 2.0  | 29  | Ed Lunken                 | Ed Lunken Charles Hassan                                                                      | Ferrari 500TRC                  | 143 |
| 45           | GT 3.5 | 16  | Harry Kullen              | Olivier Gendebien William Greenspun                                                           | Ferrari 250 GT Europa           | 111 |
| 46           | S 5.0  | 14  | Ferrari Factory           | Phil Hill Wolfgang von Trips                                                                  | Ferrari 290 MM                  | 106 |
| 47           | GT 3.5 | 24  | Hambro Automotive         | Roy Jackson-Moore Elliot Forbes-Robinson senior                                               | Austin-Healey 100S Special      | 105 |
| 48           | GT 3.5 | 23  | Hambro Automotive         | Phil Stiles John Bentley                                                                      | Austin-Healey 100S Special      | 98  |
| 49           | S 2.0  | 27  | Lance Reventlow           | Lance Reventlow Bill Pollack                                                                  | Maserati 200SI                  | 88  |
| 50           | S 1.1  | 60  | Lotus Company             | Jay Chamberlain Ignacio Lozano                                                                | Lotus Eleven                    | 77  |
| 51           | S 750  | 67  | Argentine Auto Club       | Alejandro de Tomaso Isabelle Haskell                                                          | Osca MT4 750                    | 70  |
| 52           | S 1.1  | 63  | B. Stevens                | G. Storr Hal Ullrich                                                                          | DB HBR5                         | 67  |
| 53           | S 2.0  | 26  | Jim Kimberly              | Jim Kimberly Ted Boynton                                                                      | Maserati 200SI                  | 58  |
| 54           | S 3.0  | 22  | A. V. Dayton              | Joakim Bonnier Giorgio Scarlatti                                                              | Maserati 150S 2.5               | 55  |
| 55           | S 2.0  | 38T | S. H. Arnolt              | John Weitz Robert Gary                                                                        | Arnolt Bolide                   | 51  |
| 56           | S 5.0  | 8   | Jack Ensley               | Pat O’Connor Jack Ensley                                                                      | Jaguar D-Type                   | 50  |
| 57           | S 2.0  | 37  | S. H. Arnolt              | Bob Ballenger Jim Peterson                                                                    | Arnolt Bolide                   | 49  |
| 58           | S 2.0  | 39  | S. H. Arnolt              | Bob Goldich Stanley Arnolt                                                                    | Arnolt Bolide                   | 40  |
| 59           | S 2.0  | 30  | William Helburn           | William Helburn Jim Pauley                                                                    | Ferrari 500TRC                  | 38  |
| 60           | S 5.0  | 9   | Alfonso Gomez-Mena        | Alfonso Gomez-Mena Ernie Erickson Santiago Gonzalez                                           | Jaguar D-Type                   | 37  |
| 61           | S 1.5  | 43  | Ed Crawford               | Ed Crawford Phil Stewart                                                                      | Porsche 550 RS                  | 35  |
| 62           | S 5.0  | 10  | R. V. Milosevich          | Pete Woods Bobby Unser                                                                        | Jaguar D-Type                   | 33  |
| 63           | S 5.0  | 1   | Lindsay Hopkins           | John Fitch Piero Taruffi                                                                      | Chevrolet Corvette SS           | 23  |
| 64           | S 1.5  | 46  | Bobby Burns               | Lloyd Ruby Bobby Burns                                                                        | Maserati 150S                   | 20  |
| 65           | GT 2.0 | 70  | Triumph Company           | Jim Roberts Ed Pennybacker                                                                    | Triumph TR3                     | 10  |
| 66           | S 5.0  | 6   | Briggs Cunningham         | Bill Lloyd Briggs Cunningham                                                                  | Jaguar D-Type                   | 2   |
| Non-partants |        |     |                           |                                                                                               |                                 |     |
| 67           | GT 1.3 | 53  | A. Martinez               | Frank Aldhous Jack Brumby Daniel Watters                                                      | Alfa Romeo Giulietta            |     |
| 68           | S 1.5  | 62  | George Schrafft           | George Schrafft                                                                               | Lotus Eleven                    |     |
| 69           | S 3.0  | 69  | Jim Pauley                | Jim Pauley Don Vitale Harry Kullen                                                            | Ferrari 750 Monza               |     |
| 70           | S 1.5  | 73  | John von Neumann          | John von Neumann                                                                              | Porsche 550 RS                  |     |
| 71           | S 1.1  | 75  | Howard Hanna              | Howard Hanna Howard Brown                                                                     | DB HBR                          |     |
| 72           | S 5.0  | T   | Lindsay Hopkins           | Piero Taruffi Zora Arkus-Duntov (en) John Fitch Stirling Moss Juan Manuel Fangio              | Chevrolet Corvette SS           |     |
| 73           | S 5.0  | 6T  | Briggs Cunningham         | Bill Lloyd Briggs Cunningham                                                                  | Jaguar D-Type                   |     |
| 74           | S 5.0  | 16T | Scuderia Ferrari          | Peter Collins Maurice Trintignant Alfonso de Portago Luigi Musso Phil Hill Wolfgang von Trips | Ferrari 857S                    |     |
| 75           | S 2.0  | 38  | S. H. Arnolt              | John Weitz Robert Gary Jim Robinson                                                           | Arnolt Bolide                   |     |